# La Chapelle-aux-Brocs
La Chapelle-aux-Brocs (okzitanisch La Chapela daus Bròsts) ist eine französische Gemeinde im Département Corrèze am westlichen Rand des Zentralmassivs. Die Gemeinde ist Mitglied des Gemeindeverbandes Communauté d’agglomération du Bassin de Brive. Die Einwohner nennen sich Chapellois(es).

## Geografie
Tulle, die Präfektur des Départements, liegt ungefähr 28 Kilometer nordöstlich, Brive-la-Gaillarde etwa 10 Kilometer nordwestlich und Beaulieu-sur-Dordogne rund 35 Kilometer südöstlich. Die Loyre, ein linker Nebenfluss der Corrèze, säumt das Gebiet im Westen.

### Nachbargemeinden
Nachbargemeinden von La Chapelle-aux-Brocs sind Dampniat im Norden und Osten, Lanteuil im Süden und Cosnac im Westen.

### Verkehr
Die Anschlussstelle 50 zur Autoroute A20 liegt etwa 15 Kilometer nordwestlich.

## Wappen
Beschreibung: In Blau drei sechsstrahlige goldene Sterne, im roten Schildhaupt ein durchgehendes weißes Kreuz.

## Bevölkerungsentwicklung
| Jahr      | 1962 | 1968 | 1975 | 1982 | 1990 | 1999 | 2007 | 2016 |
| Einwohner | 175  | 185  | 200  | 212  | 345  | 342  | 366  | 420  |